# Live at Oslo Jazzhus
Live at Oslo Jazzhus är ett livealbum av brassgruppen Brazz Brothers ifrån 1989. Skivan spelades in den 13 och 14 oktober 1989 och är gruppens andra album i ordningen.

## Låtlista
| Nr | Titel                       | Kompositör(er)       | Arrangör(er)   | Spelningstid |
| -- | --------------------------- | -------------------- | -------------- | ------------ |
| 1  | "Huset på prærien"          | Jan Magne Førde      |                | 4:50         |
| 2  | "African Roots"             | Trad. / Dollar Brand | Brazz Brothers | 12:30        |
| 3  | "Astri Mi Astri"            | Trad.                | Helge Førde    | 6:06         |
| 4  | "Dragar nr. 1001"           | Helge Førde          |                | 4:02         |
| 5  | "Bohemia After Dark"        | Oscar Pettiford      | Egil Johansen  | 3:43         |
| 6  | "Flipper the Bush Kangaroo" | Jan Magne Førde      |                | 4:11         |
| 7  | "Blue Theme"                | Gerry Mulligan       | Helge Førde    | 6:44         |
| 8  | "Gauken"                    | Trad.                | Helge Førde    | 4:28         |
| 9  | "Cool-T / Zero"             | Lester Bowie         | Jarle Førde    | 8:09         |
| 10 | "King Korn"                 | Carla Bley           | Jarle Førde    | 0:32         |

## Brazz Brothers
- Jarle Førde — trumpet, flygelhorn
- Jan Magne Førde — trumpet, flygelhorn
- Runar Tafjord — valthorn
- Helge Førde — trombon
- Stein Erik Tafjord — tuba
- Egil Johansen — trummor